# Крах емірату
«Крах емірату» — радянський художній історико-революційний фільм 1955 року.

## Короткий зміст
1920 рік. За допомогою країн Антанти Бухарський емірат — колишній протекторат  Російської імперії бореться з радянською владою. До Ташкенту прибувають червоні командарми Михайло Фрунзе та Валеріан Куйбишев. Для підпільної роботи з місцевими активістами та патріотами надсилаються затяті революціонери, такі, як молодий узбек Шералі Якубов. В результаті, не витримавши атаки революційних загонів, війська бухарської гвардії на чолі з еміром відступають. Радянська влада в Бухарі встановлена.

## В ролях
- Євген Самойлов — Михайло Фрунзе
- Володимир Краснопольський — Валеріан Куйбишев
- К. Алімджанов — Юлдаш Ахунбабаєв[1]
- Санат Диванов — Шералі Якубов
- Неля Атауллаєва — Ойгуль, його наречена
- Георгій Юматов — Гнат
- Роза Макагонова — Настуся
- Раззак Хамраєв — Джафар (озвучував Володимир Басов)
- Абдусалом Рахімов — Курбан Саїдов
- Мухаммед Черкезов — Дурдиєв
- Григорій Михайлов — Степан
- Н. Ішмухамедов — Карім-бобо, батько Шералі
- Євген Тетерін — Востросаблін
- Михайло Пуговкін — Ясний
- Аббас Бакіров — Емір Бухарський (озвучував Ростислав Плятт)
- Володимир Балашов — полковник Осипов
- Володимир Басов — білогвардійський офіцер, чоловік, що вчинив замах на Фрунзе і Куйбишева (немає в титрах)
- Н. Гарін — Волфорд
- Андрій Файт — англійський агент Палей
- Кєпа Ходжаєв — Есонбай (озвучував Володимир Кенігсон)
- Абуд Джалілов — Великий везир
- Сагді Табібуллаєв — посол еміра

## Знімальна група
- Режисери-постановники: Володимир Басов, Латіф Файзієв
- Автор сценарію: Володимир Крепс
- Оператор: Тимофій Лебешев
- Режисер: А. Голованов
- Художники-постановники: Артур Бергер, Арнольд Вайсфельд, Петро Веременко
- Текст узбецьких пісень: Хамза, Мукімі
- Текст російських пісень: Вадим Коростильов
- Композитори: Михайло Зів, Дані Закіров